# آبشار دورک
آبشار دورک در نزدیکی روستای دورک از توابع پشتکوه شهرستان فریدون‌شهر واقع شده و از یک دیواره بلند شنگی به پایین می‌غلطد. روستای دورک در کنار رودخانه آب گوران، در حدود ۱۴۰ کیلومتر از فریدون‌شهر فاصله داشته و مسیرهای ارتباطی این روستا، در اکثر اوقات زمستان به دلیل بارش برف بسته می‌شود. طبیعت زیبای این روستا و روستاهای اطراف آن از قبیل کلوسه، روستای وستگان و کاهگان بسیار بکر و ناشناخته بوده و نیاز به توجه و امکانات بیشتری دارد.